# Ilie Sánchez
Pour les articles homonymes, voir Sanchez.
Ilie Sánchez Farrés, plus connu comme Ilie, né le 21 novembre 1990 à Barcelone en Espagne, est un footballeur espagnol jouant au poste de milieu défensif à l'Austin FC en MLS.

## Biographie
Ilie Sánchez est formé dans divers clubs de la province de Barcelone : APA Poble Sec, Martinenc FC (1995-1996), FC Barcelone (1996-1999), UE Catalònia (1999-2002), PB Collblanc (2002-2005), UE Cornellà (2005-2007).
En 2007, Ilie rejoint La Masia, le centre de formation du FC Barcelone, et entre 2007 et 2009 il joue avec les juniors du FC Barcelone avec qui il gagne le championnat et la Coupe d'Espagne junior. 
Lors de la saison 2009-2010, il intègre le FC Barcelone B où l'entraîneur Luis Enrique le fait passer de milieu de terrain à défenseur. Ilie est une pièce essentielle de l'équipe qui parvient à monter en Deuxième division.
Ilie débute avec l'équipe première le 18 novembre 2009 lors d'un match amical contre Club Bolívar.
Lors de l'été 2010, Ilie est appelé par Pep Guardiola pour réaliser la pré-saison avec l'équipe première. Ilie joue lors du match amical contre Valerenga à Oslo le 29 juillet 2010.
En 2011, 2012 et 2013, Ilie fait également partie des joueurs du Barça B qui accomplissent la pré-saison avec l'équipe première. Ilie devient ensuite le capitaine du FC Barcelone B et contribue au maintien de l'équipe en deuxième division.
En juin 2014, il est recruté par Munich 1860 qui évolue en D2 allemande.
Arrivé au Los Angeles FC au début de la saison 2022, il décroche avec son équipe le Supporters' Shield 2022 avant de remporter la première Coupe MLS de l'histoire de la franchise en 2022.
En mars 2023, Ilie Sánchez devient officiellement un citoyen américain.

## Palmarès
Sporting de Kansas City
- Vainqueur de la Coupe des États-Unis en 2017

 Los Angeles FC
- Vainqueur de la Coupe MLS en 2022
- Vainqueur du Supporters' Shield en 2022